# انتخابات الرئاسة الإكوادورية 2017
انتخابات الرئاسة الإكوادورية 2017 هي الانتخابات الرئاسية التي جرت في 19 فبراير 2017
2 أبريل 2017، لانتخاب رئيس الإكوادور، فاز بالانتخابات لينين مورينو.